# Prva Liga Srbija 2008-2009
La Prva Liga Srbija 2008-2009, ufficialmente chiamata Prva Liga Telekom Srbija 2008-2009 per ragioni di sponsorizzazione, è stata la quinta edizione della seconda divisione del campionato di calcio della Serbia con questo nome. È stata la terza edizione dopo la separazione fra Serbia e Montenegro.

## Formula
Le 18 squadre disputano un girone all'italiana andata e ritorno.
Vengono in promosse in SuperLiga 2009-2010 le prime cinque: è previsto un allargamento della massima serie da 12 a 16 squadre. Le ultime 2 retrocedono in Srpska Liga.

## Squadre
| Squadra          | Città                  | Stagione 2007-2008          |
| ---------------- | ---------------------- | --------------------------- |
| Mladost Lučani   | Lučani                 | 7º in SuperLiga             |
| Smederevo        | Smederevo              | 10º in SuperLiga            |
| Bežanija         | Novi Beograd, Belgrado | 12º in SuperLiga            |
| BSK Borča        | Palilula, Belgrado     | 3º in Prva Liga             |
| Voždovac         | Voždovac, Belgrado     | 5º in Prva Liga             |
| Metalac          | Gornji Milanovac       | 6º in Prva Liga             |
| Srem             | Sremska Mitrovica      | 7º in Prva Liga             |
| Mladost Apatin   | Apatin                 | 8º in Prva Liga             |
| ČSK Čelarevo     | Čelarevo               | 9º in Prva Liga             |
| Novi Sad         | Novi Sad               | 10º in Prva Liga            |
| Sevojno          | Sevojno, Užice         | 11º in Prva Liga            |
| Novi Pazar       | Novi Pazar             | 12º in Prva Liga            |
| Hajduk Belgrado  | Palilula, Belgrado     | 13º in Prva Liga            |
| Kolubara         | Lazarevac, Belgrado    | 1º in Srpska Liga Belgrado  |
| Dinamo Vranje    | Vranje                 | 1º in Srpska Liga Est       |
| Mladi Radnik     | Požarevac              | 1º in Srpska Liga Ovest     |
| Spartak Subotica | Subotica               | 1º in Srpska Liga Vojvodina |
| Inđija           | Inđija                 | 2º in Srpska Liga Vojvodina |

## Classifica finale
Il Sevojno, come finalista sconfitto nella Kup Srbije 2008-2009, si qualifica per la UEFA Europa League 2009-2010.
| Pos. | Squadra               | Pt | G  | V  | N  | P  | GF | GS | DR  |
| ---- | --------------------- | -- | -- | -- | -- | -- | -- | -- | --- |
| 1    | BSK Borča             | 70 | 34 | 20 | 10 | 4  | 45 | 16 | +29 |
| 2    | Smederevo             | 66 | 34 | 19 | 9  | 6  | 47 | 24 | +23 |
| 3    | Mladi Radnik          | 62 | 34 | 18 | 8  | 8  | 37 | 24 | +13 |
| 4    | Spartak Zlatibor Voda | 60 | 34 | 17 | 9  | 8  | 46 | 27 | +19 |
| 5    | Metalac               | 55 | 34 | 15 | 10 | 9  | 38 | 30 | +8  |
| 6    | Inđija                | 55 | 34 | 15 | 10 | 9  | 49 | 34 | +15 |
| 7    | Sevojno               | 51 | 34 | 13 | 12 | 9  | 53 | 37 | +16 |
| 8    | ČSK Čelarevo          | 50 | 34 | 14 | 8  | 12 | 31 | 35 | -4  |
| 9    | Srem                  | 44 | 34 | 11 | 11 | 12 | 33 | 35 | -2  |
| 10   | Mladost Apatin        | 43 | 34 | 11 | 10 | 13 | 29 | 30 | -1  |
| 11   | Kolubara              | 42 | 34 | 10 | 12 | 12 | 33 | 36 | -3  |
| 12   | Novi Sad              | 42 | 34 | 11 | 9  | 14 | 41 | 42 | -1  |
| 13   | Dinamo Vranje         | 39 | 34 | 9  | 12 | 13 | 36 | 39 | -3  |
| 14   | Mladost Lučani        | 38 | 34 | 10 | 8  | 16 | 25 | 43 | -18 |
| 15   | Bežanija              | 37 | 34 | 8  | 13 | 13 | 34 | 40 | -6  |
| 16   | Novi Pazar            | 36 | 34 | 10 | 6  | 18 | 33 | 47 | -14 |
| 17   | Voždovac              | 32 | 34 | 7  | 11 | 16 | 32 | 43 | -11 |
| 18   | Hajduk Belgrado       | 10 | 34 | 2  | 4  | 28 | 20 | 80 | -60 |

Legenda:

      Promossa in SuperLiga 2009-2010

      Retrocessa in Srpska Liga
Note:

Tre punti a vittoria, uno a pareggio, zero a sconfitta.
A parità di punti valgono gli scontri diretti.

## Classifica marcatori
| Pos. | Giocatore       | Squadra | Reti |
| ---- | --------------- | ------- | ---- |
| 1    | Marko Pavićević | Sevojno | 15   |